# Stilbit
Stilbit (Desmin) – minerał z gromady krzemianów, zaliczany do grupy zeolitów. Jest minerałem pospolitym.
Nazwa pochodzi od gr. stilbe = połysk; nazwa desmin od gr. desme = wiązka (snop) i nawiązuje do snopowych skupień tego minerału.

## Właściwości
Tworzy skupienia zbite, ziarniste, blaszkowe, kuliste, groniaste, promieniste, snopkowe. Prawidłowo wykształcone kryształy są spotykane w druzach. Często tworzą zbliźniaczenia (kryształy przyjmują pseudorombową postać). Spotykane są też bliźniaki krzyżowe. Jest kruchy i przezroczysty.

## Występowanie
Powstaje podczas procesów aktywności wulkanicznej. Najczęściej występuje w pustkach skał bazaltowych. W szczelinach łupków krystalicznych występuje razem z kwarcem, epidotem, adularem. 
Miejsca występowania: Indie, Australia, Wielka Brytania, Kanada, USA, Brazylia, Włochy, Szwajcaria.
W Polsce – pospolity w próżniach granitów strzegomskich i strzelińskich, w melafirach, gnejsach hornfelsowych okolic Niemczy, łupkach krystalicznych Ciechanowic i okolic Jeleniej Góry. Spotykany w żyłach hydrotermalnych przecinających granity. 

## Zastosowanie
- ma znaczenie naukowe – określanie warunków przeobrażeń skał
- atrakcyjny kamień kolekcjonerski